# Type 1 Ho-Ha
Type 1 Ho-Ha (Japans: 一式半装軌装甲兵車 ホハ, Ici-shiki han-sōki sōkō-heisha hoha?) is een Japans pantservoertuig gebruikt tijdens de Tweede Wereldoorlog. Type 1 Ho-Ha is het eerste voertuig in de rij van Type Ho-Ha.

## Ontwerp
Type 1 Ho-Ha werd ontworpen en gebouwd door Hino Motors in 1944.
Het pantservoertuig leek erg op Sd.Kfz. 251/1 HANOMAG, het belangrijkste Duitse pantservoertuig tijdens de Tweede Wereldoorlog en de Italiaanse pantservoertuigen Semincingolato Fiat 727 en Semincingolato Breda Tipo 61.